# 지산초록도서관
지산초록도서관은 경기도 평택시 지산동 소재의 평택시립 도서관이다.

## 연혁
- 2005년 5월 9일 기공
- 2006년 9월 20일 준공
- 2006년 11월 6일 개관
- 2007년 3월 초등학생 독서모임 그루터기, 주부독서모임 책마실 구성
- 2007년 5월 자원봉사단 책/아/띠 발족
- 2007년 11월 3일 개관 1주년 기념행사 ‘책+생각+꿈 Festival’
- 2007년 11월 30일 도서관 주변 조경 공사 및 주차장 확장공사 준공
- 2008년 2월 1일 오디오 북 관외대출 서비스 실시
- 2012년 1월 일반자료실 개관시간 22:00 연장운영
- 2014년 1월 어린이·청소년자료실 개관시간 22:00 연장운영

## 시설현황
- 3층: 디지털자료실, 일반자료실
- 2층: 어린이·청소년자료실
- 1층: 영·유아자료실, 유아·어린이자료실
- B1층: 지하주차장

## 이용 안내
이용 시간
- 영아자료실(아기마루), 유아자료실(꼬마책나라), 초등학생자료실(책나라): 매일 09:00 ~ 18:00
- 디지털자료실(사이버나라): 월요일 13:00 ~ 18:00 / 화~일요일 09:00 ~ 18:00
- 일반자료실: 평일 09:00 ~ 22:00 / 주말 09:00 ~ 18:00

휴관일
- 둘째, 넷째 월요일
- 일요일을 제외한 법정공휴일(단, 일요일과 공휴일이 겹칠시에는 휴관함)
- 기타 관장이 부득이하게 필요하다고 인정하는 날

## 교통편
5, 33A, 77, 77-1, 96, 96-1번 버스